# 파소도블레
파소도블레(스페인어: Pasodoble)는 스페인의 전통 춤의 일종이다. 남녀가 짝을 지어 8분의 6박자라는 빠른 템포에 맞춰 1분에 약 120번 스텝을 밟는다. 남자는 투우사의 역할을 하고 여자는 황소나 투우사의 빨강 망토 역할을 하기 때문에 붉은 색 의상을 주로 입는다. 일반적으로 투우장에서의 행진곡으로 연주되기도 하는 춤이다.

## 같이 보기
- 모로스 이 크리스티아노스